# Scatopsciara gracilipennis
Scatopsciara gracilipennis är en tvåvingeart som först beskrevs av Franz Lengersdorf 1942.  Scatopsciara gracilipennis ingår i släktet Scatopsciara och familjen sorgmyggor.
Artens utbredningsområde är Israel. Inga underarter finns listade i Catalogue of Life.